# IBM PC compatível

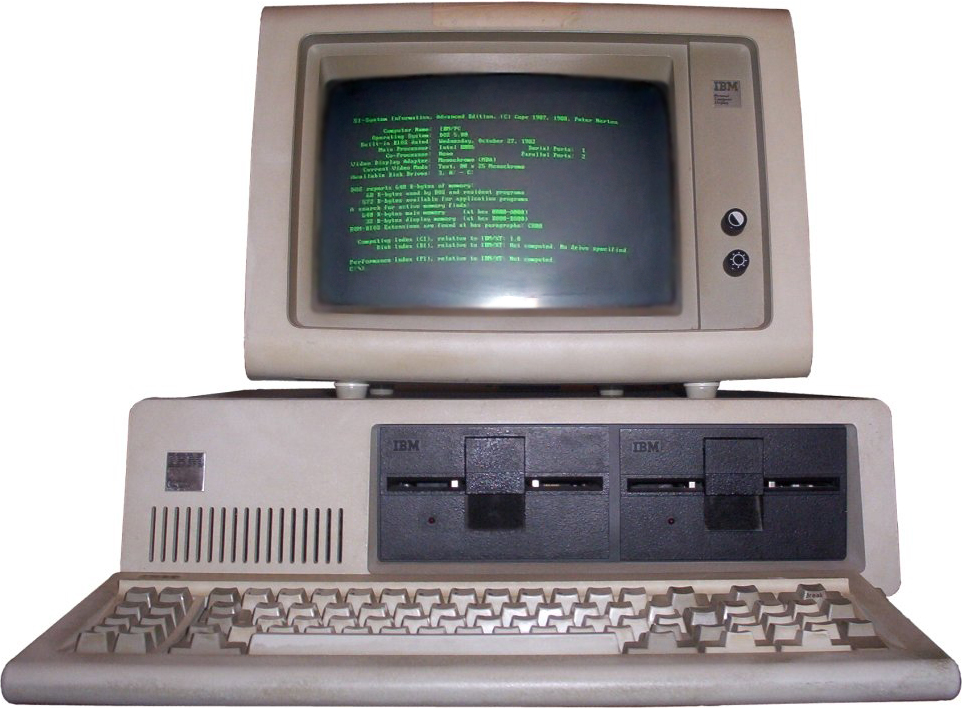
O primeiro IBM PC modelo 5150 de 1981.

Definir um computador como sendo IBM PC compatível, era uma forma abreviada de especificar (particularmente no período 1981-1997), um computador genericamente similar ao IBM PC original e seus derivados diretos, o PC XT e o PC AT. Tais computadores também costumavam ser chamados de clones de PC, visto que duplicavam quase que exatamente as principais características do design interno do PC, XT ou AT. A expressão "IBM compatível" tornou-se obsoleta, visto que a IBM não fabrica mais computadores pessoais. Pragmaticamente, a definição operacional de "compatível" agora é "capaz de executar a versão atual do Microsoft Windows", enquanto que o termo PC suplantou por larga margem a expressão IBM compatível para definir os computadores desta linha de descendência.
Os primeiros clones do IBM PC foram criados sem a participação ou aprovação da IBM. Todavia, com a evolução do mercado (e apesar do fracasso do barramento MCA), a IBM obteve um considerável fluxo de renda explorando o licenciamento de suas patentes para empresas que produziam clones de PCs, de forma que a empresa mudou de foco, deixando de desencorajar a fabricação de clones para maximizar sua receita através de royalties.
Descendentes dos IBM PC compatíveis constituem a esmagadora maioria do mercado de microcomputadores da atualidade, embora a interoperabilidade com o barramento e os periféricos dos PC, XT ou AT originais possa ser não-existente.

## Sistemas operativos

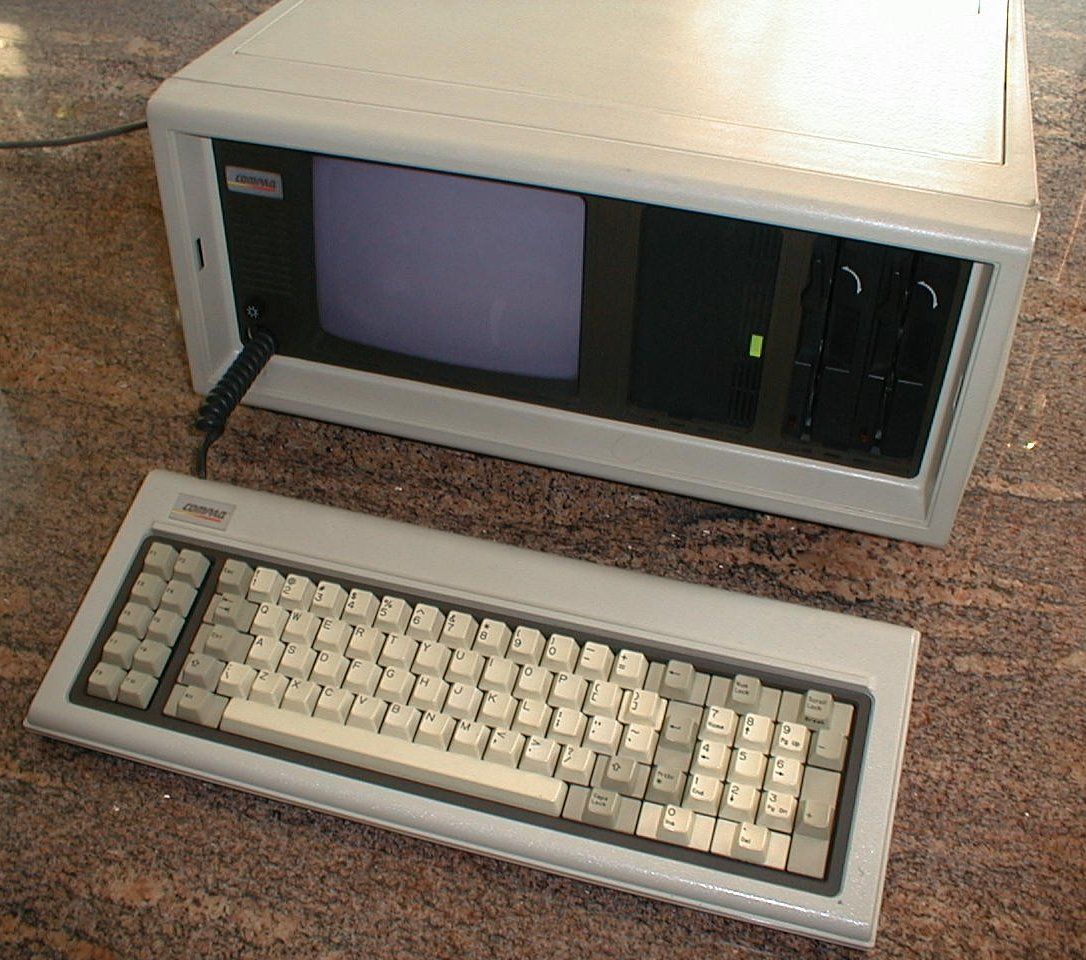
O Compaq Portable de 1983, o primeiro IBM PC compatível.

Através dos anos, foram desenvolvidos muitos sistemas operacionais para o  PC:
- CP/M-86 da Digital Research.
- DOS e seus derivados;
  - PC-DOS da IBM - não está mais à venda.
  - MS-DOS da Microsoft - não está mais à venda..
  - DR-DOS da Digital Research - ainda sendo comercializado pela DeviceLogics.
  - OpenDOS, derivado do DR-DOS
  - Enhanced Dr-DOS - Open source, derivado do OpenDOS - seu desenvolvimento continua.
  - FreeDOS, software grátis baseado no DOS, que foi reescrito do zero sob licença GPL - seu desenvolvimento continua.
  - FreeDOS-32 - versão estendida do FreeDOS com compatibilidade retroativa limitada - seu desenvolvimento continua.
- Microsoft Windows em suas várias formas;
  - Windows 3.x
  - Windows 95 e derivados
  - Windows NT e derivados
- OS/2 da IBM
- BeOS
- ReactOS - núcleo compatível com o NT sob licença GPL - seu desenvolvimento continua.
- Unix e seus derivados,
  - Coherent - não mais disponível.
  - Xenix, agora SCO Unix
  - Distros Linux
    - Debian
    - Fedora Linux e Red Hat Enterprise Linux
    - Ubuntu
    - Gentoo Linux
    - Mandriva Linux
    - Slackware
    - SUSE
    - Muitas outras (Nem todas adequadas para o hardware do PC)

  - BSD e seus derivados
    - OpenBSD
    - NetBSD
    - FreeBSD
    - DragonflyBSD

  - Solaris

E outros menos conhecidos...